# MSXML
MSXML(Microsoft XML 코어 서비스)은 J스크립트, VB스크립트, 또 윈도 네이티브 XML 기반 응용 프로그램을 만들 수 있는 마이크로소프트 개발 도구를 가지고 기록된 응용 프로그램을 허용하는 서비스 집합이다. XML 1.0, DOM, SAX, XSLT 1.0 프로세서, 또 XSD와 XDR을 포함한 XML 스키마를 지원한다.

## 버전

### 출시 중
- MSXML 6.0
- MSXML 4.0
- MSXML 3.0

### 쓰이지 않음
- MSXML 5.0
- MSXML 2.6
- MSXML 2.5
- MSXML 2.0a
- MSXML 1.0

## 같이 보기
- Ajax